# Dominique Devenport
Dominique Devenport (Lucerna; 1 de julio de 1996) es una actriz suiza-estadounidense. Conocida por su papel de la emperatriz Isabel de Austria en la serie Sissi.   

## Filmografía
- "Head in the Clouds" (2012) - Toni
- Night Train to Lisbon (2013) - Natalie
- Sissi (2021-2023) - Isabel de Austria
- The Forger (2022) - Ellen
- Davos 1917 (2023)[5][6]